# Zyprischer Fußballpokal 1996/97
Der Zyprische Fußballpokal 1996/97 war die 55. Austragung des zyprischen Pokalwettbewerbs. Er wurde vom zyprischen Fußballverband ausgetragen. Das Finale fand am 17. Mai 1997 im Makario-Stadion von Nikosia statt.
Pokalsieger wurde Titelverteidiger APOEL Nikosia. Das Team setzte sich im Finale gegen Omonia Nikosia durch. APOEL qualifizierte sich durch den Sieg für den Europapokal der Pokalsieger 1997/98.

## Modus
Die Begegnungen der Vorrunde und der 1. Runde wurden in einem Spiel ausgetragen. Bei unentschiedenem Ausgang wurde das Spiel um zweimal 15 Minuten verlängert. Stand danach kein Sieger fest, folgte ein Wiederholungsspiel auf des Gegners Platz. Endete auch dies unentschieden, gab es eine Verlängerung und gegebenenfalls ein Elfmeterschießen.
Von der 2. Runde bis zum Halbfinale wurden alle Begegnungen in Hin- und Rückspiel ausgetragen. Bei Torgleichheit entschied zunächst die Anzahl der auswärts erzielten Tore, danach eine Verlängerung und schließlich das Elfmeterschießen.

## Teilnehmer
| First Division (14) | Second Division (14) | Third Division (13) | Fourth Division (9) |
| --- | --- | --- | --- |
| - AEK Larnaka - Alki Larnaka - Anagennisi Deryneia - Anorthosis Famagusta - APEP Pitsilia - APOEL Nikosia - APOP Paphos - Apollon Limassol - Aris Limassol - Enosis Neon Paralimni - Ethnikos Achnas - Nea Salamis Famagusta - Olympiakos Nikosia - Omonia Nikosia | - Achyronas Liopetriou - AEK Kakopetrias - AEL Limassol - AEZ Zakakiou - Akritas Chlorakas - Chalkanoras Idaliou - Digenis Akritas Morphou - Doxa Katokopia - Ermis Aradippou - Ethnikos Assia - Evagoras Paphos - Omonia Aradippou - Onisilos Sotira - PAEEK Kyrenia | - AEK Katholiki - Anagennisi Germasogeias - AO Agia Napa - APEP Palendriou - ASIL Lysi - Elia Lythrodonta - Enosis Neon THOI Lakatamia - Ethnikos Latsion - Iraklis Gerolakkou - Kinyras Empas - Orfeas Nikosia - Othellos Athienou - Rotsidis Mammari | - Adonis Idaliou - Achilleas Agios Theraponta - AMEK Kapsalou - Apollon Lympion - Doxa Paliometochou - Ellinismos Akakiou - Enosis Kokkinotrimithia - MEAP Nisou - Poseidonas Giolou |

## Vorrunde
In dieser Runde traten alle 14 Teams der Second Division, alle 13 Teams der Third Division und 9 Teams der Fourth Division an.
|                            | Ergebnis  |                            |
| -------------------------- | --------- | -------------------------- |
| Achyronas Liopetriou       | 7:0       | Ethnikos Latsion           |
| Adonis Idaliou             | 1:3 n. V. | ASIL Lysi                  |
| AEZ Zakakiou               | 1:3       | AEL Limassol               |
| AMEK Kapsalou              | 3:1       | AEK Katholiki              |
| APEP Palendriou            | 6:1       | AO Agia Napa               |
| Apollon Lympion            | 3:1       | Doxa Paliometochou         |
| Doxa Katokopia             | 0:1       | Chalkanoras Idaliou        |
| Enosis Neon THOI Lakatamia | 1:2       | Akritas Chlorakas          |
| Elia Lythrodonta           | 1:2       | Anagennisi Germasogeias    |
| Ellinismos Akakiou         | 0:7       | AEK Kakopetrias            |
| Ethnikos Assia             | 1:2       | Achilleas Agios Theraponta |
| Evagoras Paphos            | 3:1       | Ermis Aradippou            |
| Iraklis Gerolakkou         | 2:0       | Enosis Kokkinotrimithia    |
| Kinyras Empas              | 0:1       | Digenis Akritas Morphou    |
| MEAP Nisou                 | 1:2       | Poseidonas Giolou          |
| Onisilos Sotira            | 0:1       | Othellos Athienou          |
| Orfeas Nikosia             | 0:3       | PAEEK Kyrenia              |
| Rotsidis Mammari           | 4:0       | Omonia Aradippou           |

## 1. Runde
Alle 14 Vereine der First Division stiegen in dieser Runde ein.
|                         | Ergebnis  |                            |
| ----------------------- | --------- | -------------------------- |
| AEK Kakopetrias         | 0:3       | AEL Limassol               |
| AEK Larnaka             | 2:0       | Achyronas Liopetriou       |
| Alki Larnaka            | 3:1 n. V. | Akritas Chlorakas          |
| AMEK Kapsalou           | 1:4       | Aris Limassol              |
| Anagennisi Germasogeias | 0:2       | Enosis Neon Paralimni      |
| APEP Palendriou         | 0:2       | APOP Paphos                |
| APOEL Nikosia           | 8:0       | PAEEK Kyrenia              |
| Apollon Limassol        | 6:0       | Iraklis Gerolakkou         |
| Apollon Lympion         | 2:0       | Achilleas Agios Theraponta |
| ASIL Lysi               | 0:3       | Olympiakos Nikosia         |
| Chalkanoras Idaliou     | 2:3       | Anagennisi Deryneia        |
| Digenis Akritas Morphou | 1:2       | Ethnikos Achnas            |
| Evagoras Paphos         | 1:0       | APEP Pitsilia              |
| Nea Salamis Famagusta   | 5:0       | Rotsidis Mammari           |
| Omonia Nikosia          | 6:0       | Othellos Athienou          |
| Poseidonas Giolou       | 1:2       | Anorthosis Famagusta       |

## 2. Runde
|                       | Gesamt          |                       | Hinspiel | Rückspiel |
| --------------------- | --------------- | --------------------- | -------- | --------- |
| AEL Limassol          | (a)2:2(a)       | APOP Paphos           | 2:1      | 0:1       |
| Alki Larnaka          | 3:3 (1:3 i. E.) | Enosis Neon Paralimni | 2:1      | 1:2 n. V. |
| Anagennisi Deryneia   | 3:4             | Enosis Neon Paralimni | 1:3      | 2:1       |
| Apollon Limassol      | (a)2:2(a)       | Anorthosis Famagusta  | 2:2      | 0:0       |
| Enosis Neon Paralimni | 3:5             | APOEL Nikosia         | 2:1      | 1:4       |
| Evagoras Paphos       | 1:6             | Ethnikos Achnas       | 1:5      | 0:1       |
| Olympiakos Nikosia    | 1:5             | AEK Larnaka           | 0:2      | 1:3       |
| Omonia Nikosia        | 15:30           | Apollon Lympion       | 8:2      | 7:1       |

## Viertelfinale
|                       | Gesamt    |                       | Hinspiel | Rückspiel |
| --------------------- | --------- | --------------------- | -------- | --------- |
| AEK Larnaka           | 4:1       | APOP Paphos           | 3:0      | 0:1       |
| Anorthosis Famagusta  | 2:1       | Enosis Neon Paralimni | 1:1      | 1:0       |
| Nea Salamis Famagusta | 2:6       | APOEL Nikosia         | 1:2      | 1:4       |
| Omonia Nikosia        | (a)3:3(a) | Ethnikos Achnas       | 1:1      | 2:2       |

## Halbfinale
|                      | Gesamt |               | Hinspiel | Rückspiel |
| -------------------- | ------ | ------------- | -------- | --------- |
| Anorthosis Famagusta | 3:4    | APOEL Nikosia | 2:1      | 1:3 n. V. |
| Omonia Nikosia       | 2:0    | AEK Larnaka   | 1:0      | 1:0       |

## Finale
| Paarung        | APOEL Nikosia – Omonia Nikosia |
| Ergebnis       | 2:0 (0:0) |
| Datum          | 17. Mai 1997 |
| Stadion        | Makario-Stadion, Nikosia |
| Zuschauer      | 20.000 |
| Schiedsrichter | Andreas Georgiou |
| Tore           | 1:0 Costas Fasouliotis (87.) 2:0 Andreas Sotiriou (90.) |
| APOEL Nikosia  | Andros Petridis – Xenios Aristokleous, Christos Germanis, Georgios Christodoulou – Nikos Charalambous (29. Nikos Timotheu), István Kozma, Costas Fasouliotis, Alexis Alexandrou (46. József Kiprich), Andreas Sotiriou – Giannos Ioannou, Loukas Chatziloukas (Hristo Pounas). |
| Omonia Nikosia | Andreas Charitou – Nicos Loizidis (89. Panagiotis Panagiotou), Akis Ioakim, Trevor White, Fanos Evangelou, Giannis Kalotheou, Sakis Andreou (88. Eugen Neagoe), Kostas Kaiafas, Charis Nikolaou (90. Andros Yatrou), Boban Kitanow, Panikos Xiouroupas.                        |